# 交響曲第4番 (ルビンシテイン)
交響曲第4番 ニ短調『ドラマティック』 作品95（こうきょうきょくだい4ばん ドラマティック、ロシア語: Симфония № 4 ре минор «Драматическая»）は、アントン・ルビンシテインが1874年に作曲した4番目の交響曲。
1875年1月23日（ユリウス暦1月11日）、ロシア音楽協会において作曲者自身の指揮により初演され、さらに3月には弟ニコライも本曲を指揮した。チャイコフスキーは「印象的で、見事な技術」「イディオムの選択とアイデアの提示において大胆な選択をしている」と本作を高く評価した。
多くのルビンシテインの作品同様にロシアの民族色は薄く、フェリックス・メンデルスゾーンの影響が強いと評される。ただし、モチーフにはベートーヴェンやシューマン、ブラームスの影響が認められるという。
ルビンシテインは、当時ベートーヴェンによりやり尽くされたと思われていた、オーケストラのみによる交響曲を継承するために本作を書き、ワーグナーらへ異議を申し立てたという。

## 献呈
フェリックス・オットー・デッソフに献呈された。

## 演奏時間
65分。
第1楽章（22〜23分）
第2楽章（15分）
第3楽章（15分）
第4楽章（13〜14分）

## 楽章構成
1. Lento-Allegro Moderato
ニ短調。
2. Presto - Moderato　assai - Allegro non troppo - Coda
ニ短調。スケルツォ。
3. Adagio
ヘ長調。
4. Largo-Allegro con fucco
ニ短調-ニ長調。

## 楽器構成
ピッコロ2（最終楽章のみ）、フルート2、オーボエ2、クラリネット2、バスーン2、トランペット2、ホルン2、トロンボーン3（最終楽章のみ）、ティンパニ1、弦五部

## 録音
- ロベルト・スタンコフスキー・スロヴァキア・フィルハーモニー管弦楽団（1990年）
- イゴール・ゴロフチン・ロシア国立交響楽団（2012年、デロス）